# Jaroslav Pospíšil (lední hokejista)
Jaroslav Pospíšil (? – ?) byl československý hokejista.

## Hráčská kariéra
- 1921–1922 - SK Slavia Praha
- 1922–1923 - SK Slavia Praha
- 1923–1924 - SK Slavia Praha
- 1924–1925 - SK Slavia Praha
- 1925–1926 - SK Slavia Praha
- 1926–1927 - SK Slavia Praha
- 1927–1928 - SK Slavia Praha
- 1928–1929 - SK Slavia Praha
- 1929–1930 - SK Slavia Praha